# Lago di Livigno
Lago di Livigno eller Lago del Gallo er en opstemmet sø eller drikkevandsreservoir i Livigno-dalen. Den største del af søen ligger i Italien. Punt dal Gall-dæmningen krydses af grænsen til Schweiz, som dernæst følger en strækning af søen mod øst. Den 540 meter lange og 130 meter høje dæmning blev færdiggjort i 1968.
Lago di Livigno har et areal på 4,71 km², og reservoiret har et indhold på 164 million m³. Højden på søens overflade kan svinge mellem 1.700 og 1.805 moh.
Siden Lago di Livigno blev anlagt har alle aktiviteter på søen været forbudt for ikke at forurene drikkevandet heri, men i 2005 fik Italiens rolandshold dog lov til at træne på søen.